# بيان جمعة
بيان جمعة هيَ سَباحة سورية من حلب. نافست بَيان في الألعاب الأولمبية الصيفية 2012، حيثُ نافست ضمن سباق ال100 متر للسباحة الحرة للنساء، وجاءت في المرتبة 40، ولكنها لم تستطع التأهل إلى الدور قبل النهائي.
تدرس حاليا العلوم السياسية إلى جانب الطب اختصاص تغذية في فرنسا.

## حياتها الرياضية

### البدايات
- بدأت السباحة عام 1999 حيث كانت في عمر الخامسة.
- شاركت في مدارس واندية للسباحة خلال الاعوام 2001 - 2007
- إنضمت إلى المنتخب السوري للسباحة عام 2007

### الألعاب الأولمبية
- أول سباحة سورية تتأهل لدورة ألعاب أولمبية، وقد شاركت في ثلاث دورات من الألعاب الأولمبية الصيفية وهي :

1. الألعاب الأولمبية الصيفية 2008 والتي اقيمت في بكين
2. الألعاب الأولمبية الصيفية 2012 والتي اقيمت في لندن
3. الألعاب الأولمبية الصيفية 2016 والتي اقيمت في ريو دي جانيرو [2]

- شاركت في الألعاب الالومبية للشباب في اندونيسيا عام 2010

## روابط خارجية
- بيان جمعة على موقع الاتحاد الدولي للسباحة (الإنجليزية)
- بيان جمعة على موقع اللجنة الأولمبية الدولية (الإنجليزية)
- بيان جمعة على موقع أوليمبيديا (الإنجليزية)